# NGC 3498
NGC 3498 é um sistema estelar triplo na direção da constelação de Leo. O objeto foi descoberto pelo astrônomo William Herschel em 1784, usando um telescópio refletor com abertura de 18,6 polegadas. 